# Рајмо Вилен
Рајмо Кавели Вирен (фин. Raimo Kalevi Vilén; Атјерви, 10. август 1945) бивши је фински атлетичар специјалиста за спринтерске дисциплине, учесник олимпијских игара и Европских дворанских првенстава, европски рекордер.
Прво велико међународно такмичење било је 3. Европско првенств у дворани 1972. одржано у Греноблу. Вирен је завршио као 5. у финалу резултатом 5,94 секунде..
Исте године 27. јула у финском Вуосариу изједначио је европски рекорд на 100 метара резултатом 10,00 сек.
Добар резултат и пласман на Европском првенству одвео га је исте године на Летње олимпијске игре у Минхену, где је представљао Финску у две дисциплине. У трци на 100 м завршио је као 6. у 8. групи квалификација са 11,00 сек и није се пласирао за даље такмичење. Са штефетом 4 х 100 м заврпуио је у другој полуфиналнохј груп на петом месту, што није било довољно за финале. Штафета је трчала у саставу:Анти Рајамеки, Рајмо Вилен, Ерик Густафсон и Марку Јухола. Постигнути резултат 39,30 сек. био је нови рекорд Финске, који се одржао пуних 36 година. Оборен је 2009.
Следеће године на 4. Европско првенств у дворани 1973. одржаном у Ротердаму Бирен је освојио бронзану медаљу на 60 м. са 6,71 сек.. иза победника Зенона Новоша (6,64) из Пољске и Манфреда Кокота (6,66) из Источне Немачке.
Исте 1973. године у Единбургу поставио је нови Фински рекорд на 100 метара са 10,00 сек.
Да домаћим првенствима Рајмо Вилен је у периоду 1970—1972. три пута победио у трци на 100 м.